# 蒲生騒動
蒲生騒動（がもうそうどう）は、文禄4年（1595年）から慶長3年（1598年）まで起こった会津若松92万石の領主・蒲生家のお家騒動。
なお、蒲生氏郷の孫・蒲生忠知の代に起こり、蒲生家が彼の急死後、無嗣断絶に至った一連のお家騒動もまた、蒲生騒動（区別するため「寛永蒲生騒動」「蒲生松山騒動」とも）と呼ばれている。

## 経歴

### 発端
文禄4年（1595年）2月、会津若松の城主・蒲生氏郷が40歳で死去した。このため、氏郷の嫡男である秀行が家督を継いだが、まだ13歳の若年であった。このため、秀行に代わって蒲生家の政務を執行する補佐役が必要となった。このとき、その補佐役となったのが、元六角氏の家臣で、六角氏滅亡後に氏郷の家臣となった蒲生郷安である。
郷安は氏郷の寵愛を受け、岩瀬郡の長沼城に3万5000石を与えられた。一方で氏郷存命中から豊臣秀吉の最側近である石田三成と誼を通じていた。
九戸の乱後に氏郷が加増された頃から、蒲生家における家老職にあたる仕置奉行の筆頭として政務を執っていた郷安であったが、文禄の役で氏郷が名護屋に出陣している際に、会津で重臣の蒲生郷可、蒲生郷成らと一触即発の事態を招くなど、家中では対立する人々が多かった。
氏郷の死後、政務を独占したため、蒲生郷可、蒲生郷成、それに小姓組の筆頭格であった渡利良秋（八右衛門）らと完全に対立するに至った。
郷安は、渡利を会津若松城（一説に、蒲生家の京都屋敷）に誘き寄せて上意討ちとして斬殺した。これに激怒した蒲生家譜代の家臣・町野繁仍らは郷安を暗殺すべく、軍勢を集め、両派は一触即発の事態となった。

### 裁定・結果
文禄4年（1595年）の時点で秀吉は事態を重く見て、大老の前田利家に調停を任せた。また、同じく上杉景勝には津川城に城将を入れるよう命じ、不測の事件発生に備えた。
しかし、状況は好転せず、このような一連のお家騒動の混乱が、慶長3年（1598年）に伏見にあった秀吉のもとに届いた。秀吉は直ちに郷安を召還して取り調べたが、微罪であるとして加藤清正にその身柄を預けた。一方、秀行に対しては「御家の統率がよろしくない」として、会津若松92万石から下野宇都宮12万石に減封した。
その後、会津には新たに越後春日山から上杉景勝が120万石で入った（この際に、越後の東蒲原も津川城に入った藤田信吉に任された）。

### 巷説と実態
蒲生騒動における一連の騒動は、秀吉の意を受けた三成によって操られていた、もしくは三成本人が首謀者であったという説がある。また、三成と昵懇でかつ騒動調停にあたった前田利家と上杉景勝に加増があった。
まず、郷安についてであるが、お家騒動を成した張本人であるため処断されてもおかしくないものの、ほとんど罪に問われていないのは、三成が秀吉に弁護したためとされている。さらにその後、郷安は早々と罪を許されて三成と懇意にあった小西行長の家臣となっている。これは、三成の推挙があったためとされている。郷安は慶長5年（1600年）の関ヶ原の戦いで加藤清正軍との戦いに間に合わず、切腹して果てた。
また、蒲生家に対する厳しい処分やその後における上杉景勝の入封に関しても疑問が残る。秀行はまだ若年であるから、宿老らを統率できたとしても限度があるにもかかわらず「統率」を理由に減封している。さらに上杉景勝は家老の直江兼続を通じて石田三成と懇意にあった人物である。このため、関東における大大名・徳川家康を牽制するために重要な領土である会津に、秀吉や三成と懇意にあった上杉景勝を入封させるために計画した陰謀ではないかとされているのである。
この厳しすぎる処分は、関ヶ原の戦いで蒲生家を東軍に与させる遠因にもなっている（津川城に入った上杉家の藤田信吉も東軍に走る）。
しかし、三成の陰謀とする説には多くの反証がある。
1. 反郷安派の一人蒲生郷成は三成の家臣蒲生郷舎の父であり、郷成も含めて反郷安派は誰も処分を受けていない。三成が郷安にも郷成にも肩入れしていないことは明白である。
2. 改易で多くの家臣を抱えきれなくなった蒲生家は相当数の家臣を手放したが、旧臣を最も多く召し抱えたのは三成であった（蒲生頼郷などが有名）。彼の陰謀で職を失ったとしたならば、旧臣たちがよりによって張本人に仕え、かつ関ヶ原や佐和山城で多くが彼のために命を投げ出すであろうか。
3. 最もこの処置を恨んでいるはずの秀行が関ヶ原後旧領に復帰した際、3万石の高禄で仕置家老として召し抱えたのは三成の娘婿である岡重政（自証院の祖父）であった。秀行は終生重政を信頼して施政を任せており、重政が秀行の夫人である振姫との対立で切腹を命じられたのは秀行の死後である。秀行が三成を恨んでいたならば、三成と懇意である重政を迎えるはずがない。

これらの反証から、蒲生家の改易は秀吉が秀行に徳川や伊達の抑えをできる力量があるかを不安視したことと、家康の娘振姫と結婚した秀行はもう家康を抑える役割を果たさないのではないか、と考えたためとするのが妥当である。

## 蒲生家の会津藩復帰と続く家臣団の対立
その後、慶長5年（1600年）の関ヶ原の戦いの結果、敗れた西軍方についた上杉景勝は会津などを没収されて米沢30万石に減らされ、勝った東軍方についた蒲生秀行は上杉氏が没収された会津60万石を再び与えられた。しかし、蒲生家が会津に復帰した後も家臣団の対立が続いている。
著名なものだけでも以下のものが知られている。
- 慶長14年(1609年）、仕置奉行・岡重政と蒲生郷成父子・関元吉（一利）・小倉良清らが対立して、蒲生父子らが出奔[2]。
- 慶長18年(1613年）、仕置奉行・岡重政が振姫との対立から自害を命じられ、蒲生郷成父子らが復帰[注釈 6]また、重政派とされた外池良重が出奔し、孤立した蒲生郷貞は翌年自害した[3][4][5][注釈 7]。
- 元和2年(1616年）、仕置奉行・町野幸和（繁仍の子）と蒲生郷喜・郷舎兄弟（郷成の子）が対立して後者が追放される。時期は不明であるが、外池良重が復帰して元和6年の末に仕置奉行に任じられている[7]。
- 元和8年(1622年）、渡辺二郎右衛門が町野幸和を幕府に訴えたために町野が仕置奉行を辞任[注釈 8]、その影響で2年後の寛永元年（1624年）に蒲生郷喜・郷舎兄弟が復帰している[9]。

寛永4年（1627年）、蒲生秀行の跡を継いだ嫡男・蒲生忠郷が会津若松城で急死したことによって、蒲生家は加藤嘉明との所領の交換を命じられて伊予国に移ることになる。

## 寛永蒲生騒動
寛永7年（1630年）、再び蒲生家（伊予松山藩）で重臣の抗争が起きる。
松山藩の重臣で仕置奉行（家老）に次ぐ大与頭の地位にあった蒲生郷喜は父・蒲生郷成以来の重臣で家中で最大の禄高であったが、他の重臣との対立から2回も出奔をしたことにより力を失った。ところが、寛永5年（1628年）に主君である松山城主・蒲生忠知（忠郷の弟）が幕府の仲介で郷喜の義父であった磐城平藩主・内藤政長の娘（正寿院）を娶ることになったことで、忠知と郷喜は義兄弟の関係となり、その力を背景に勢力を挽回しようとした。
当時の松山藩の仕置奉行（家老）は郷喜の弟である蒲生郷舎と福西宗長・岡清長・志賀重就の4名であったが、郷舎以外の3名は郷喜の動きを警戒して郷喜に次ぐ禄高を持ち郷喜と同じ大与頭でもあった関元吉と共に郷喜の排除を計画した。
寛永7年秋、明正天皇即位を祝う使者として蒲生郷喜が上洛したのを好機とみた福西らは主君・忠知に郷喜兄弟を訴えた（一説には直接江戸幕府に提訴したとも）。これを知った幕府は、寛永8年に入ると蒲生忠知・蒲生郷喜・福西宗長・関元吉を召還、忠知と郷喜及び嫡男の源三郎は2月までに江戸に到着しているが、審議そのものは長期化することになる。
寛永9年7月10日巳刻（1632年8月25日午前9時頃）、江戸城白書院にて御三家当主や幕閣らが見守る中、将軍徳川家光御前での当事者同士の対決が実施された。
『徳川実紀』によれば、福西らは蒲生郷喜が①幕府の許しも無く松山城内に新しい櫓を建設したこと②真田信繁（幸村）の娘を自分の息子の妻にしたことが幕府に対する敵意の表れであるとした。これに対して郷喜は①については藩主の忠知より幕閣に申請を行って事前に許可を得ている。②については滝川一積が自分の娘であるとして息子に嫁がせており、この訴えがあるまで事実を知らなかった、と反論、証人として呼ばれた滝川一積は福西らの主張を事実と認めた上で、自分は真田家の縁戚で信繁の遺族を放置することが忍びなく本多正純に相談したところ、娘であれば養女として育てても良いとの回答を得たのでそのようにした、と証言した。
翌11日になって、関係者は酒井忠世邸に呼ばれ、裁決の結果と処分が通知された。蒲生郷喜は主張は認められたものの騒動の責任を取らされて蟄居を命ぜられ、福西宗長は伊豆大島に遠島、関元吉は蒲生領と主要地域から追放される。また、その後蒲生郷舎・岡清長・志賀重就も騒動の責任を取らされて領内から追放となった（『氏郷記』）。また、16日には滝川一積も家光の勘気を被ったことを理由に改易されている。蒲生忠知は7月26日に家光より今後の藩政運営に関する注意を受けただけで騒動の責任は問われなかったが、家老にあたる仕置奉行4名全員を召し放つ事態に陥った。
寛永11年（1634年）、忠知は参勤交代の途上、京都の藩邸で急死し、蒲生家は改易になった。

## 備考
蒲生家は名将として知られた蒲生氏郷が40歳で急死し、その後の3代も全員早世して断絶に至った。加えて、若い藩主の下で度々家臣団が内紛を引き起こした。その背景として、①当主自身の若さと経験不足②氏郷が与力大名や重臣を支城主に任じて大きな権限を与えたこと（忠郷の伊予移封まで支城制が続く）③家臣の中には氏郷個人に対する主従意識は強かったが、蒲生家自体への帰属意識や公儀意識が低い者がいたこと、などが挙げられる。また、渡利良秋や岡重政のような出頭人が当主の信頼を背景に大きな権力を振るったことも内紛の要因として挙げられる。寛永蒲生騒動最中の寛永8年2月に細川忠興が領国に充てた書状で蒲生騒動について触れており、「惣別蒲生侍従（秀行）の時より家中の仕置わるく候て、度々家中の申し事仕り出す気質にて候、兎角槌の軽き故候事」（細川家史料）と記し、蒲生家は秀行の時代から家中の統制が悪くて度々騒動を起こす家で、まるで槌が軽くて楔の打ち方がなっていないようだと評価している。